# 고현항 (남해군)
고현항(古縣港)은 경상남도 남해군 고현면 갈화리, 갈화마을 인근에 있는 어항이다. 2002년 8월 6일 어촌정주어항으로 지정하여 관리하고 있다. 시설관리자는 남해군수이다.

## 어항 연혁
- 1917년 면제 개편때 고현(古縣)으로 바꿔 불렀다고 한다.

## 어항 시설
- 선착장 L=190m, B=4m

## 주요 어종
- 전어, 도다리, 노래미, 패각류 등